# 预防接种证
预防接种证是中華人民共和國頒發的兒童醫學證。2004年新订颁布《中华人民共和国传染病防治法》中，明确国家对儿童实行预防接种证制度，要求儿童在办理入托、入学时必须持符合规定记录完整的预防接种证，如儿童未完成规定的免疫接种，因故迁移、外出、寄居外地，可凭接种证在迁移后的新居或寄居所在地计划免疫接种门诊。
防接种证是儿童免疫接种的记录凭证，每个儿童都法定必須按照规定領证并接受预防接种。儿童家长或者监护人应当及时向医疗机构申请办理预防接种证。

## 接種項目
卡介苗、脊灰糖丸、百白破疫苗、麻疹疫苗、乙肝疫苗、乙脑疫苗、流脑疫苗等。